# علبة الأنبوب
علبة الأنبوب أو حقيبة حمل الأنبوب هي نوع من حقيبة الحمل المستخدمة لتخزين ونقل الصمامت المفرغة. تحمل بواسطة فنيي الإصلاح الذين أجروا مكالمات الخدمة المنزلية في الأيام التي كانت فيها أجهزة الراديو والتلفزيون كبيرة جدًا وثقيلة جدًا بحيث لا يستطيع صاحب المنزل العادي إحضارها إلى ورشة الإصلاح.
تتنوع العلب من حيث الحجم والشكل، فبعضها يشبه الحقائب الكبيرة والبعض الآخر يشبه صناديق الأدوات ذات الأدراج في المقدمة. عادةً ما يكون لديهم صفوف من المقصورات المربعة التي تناسب الأنابيب المعبأة بشكل فردي، وغالبًا ما تحتوي على مقصورات أكبر للمكونات أو الأدوات الأخرى. تم توفير معظم المساحة في العلب للأنابيب المفرغة (تم أيضًا الاحتفاظ بالأنابيب المملوءة بالغاز حسب الحاجة) حيث يمكن إجراء معظم الإصلاحات من خلال استبدال الأنابيب، حيث كانت من بين المكونات النشطة القليلة في المعدات الإلكترونية في ذلك الوقت وغالبًا ما تكون مصنوعة من الزجاج بأختام حساسة كانت أكثر عرضة للكسر، ويتم تركيبها في مآخذ يسهل إزالتها منها. كانت بعض الحالات متوفرة مع أجهزة اختبار الأنبوب المدمجة.
انخفض استخدام العلب الأنبوبية، إلى جانب الزيارات المنزلية من المصلحين، مع استخدام الأنابيب المفرغة نفسها حيث أصبحت أجهزة التلفزيون والراديو أصغر حجمًا وأرخص، مما يلغي الحاجة إلى تشخيص الإصلاح من الفنيين.

## أنظر أيضا
- موثوقية الأنبوب المفرغ
- اختبار الأنبوب؛ اختبار أنبوب الخدمة الذاتية